# La Ondo de Esperanto

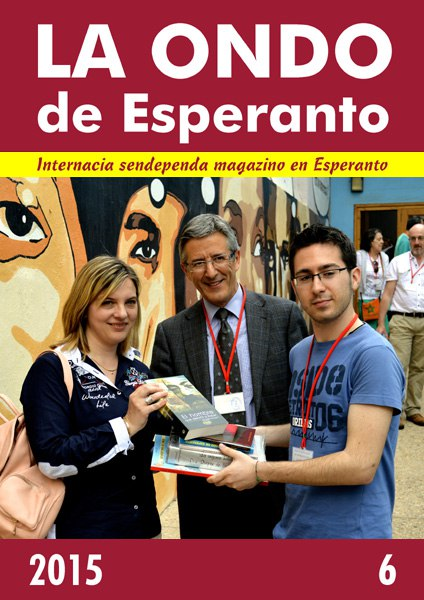

La Ondo de Esperanto ("De Golf van Esperanto") is een Esperantotijdschrift. Vanaf 2017 wordt La Ondo de Esperanto enkel nog online uitgegeven. Het heeft zijn naam geërfd van het gelijknamige tijdschrift dat vanaf 1909 uitgegeven werd door Aleksandr Saĥarov. Sinds de herstart (in 1991) verschenen meer dan 120 nummers. In elk nummer bevinden zich zo'n 20 tot 30 korte en langere artikelen over de activiteiten van esperantisten over de hele wereld. In de populaire brievenrubriek 'Tribuno' kunnen lezers discussiëren over de problemen van de esperanto-gemeenschap. Elk nummer van "La Ondo de Esperanto" bevat verhalen en/of poëzie, zowel origineel in het Esperanto geschreven, als vertaald uit diverse talen. Dankzij de samenwerking met de Eŭropa Esperanto-Unio (Europese Esperanto-Unie) konden de lezers elke maand Eŭropa Bulteno (Een Europees Bulletin met informatie over activiteiten in de EU) lezen.
Het tijdschrift bevat taalkundige en historische artikelen en vele recensies van nieuw uitgekomen Esperantoliteratuur en Esperantomuziek. Erg gewaardeerd wordt de rubriek Mozaiko, met quizzen, wedstrijden, humoristische en gemakkelijk lezende stukjes. De columnisten - Alen Kris en Komitatano Z - becommentarieerden gebeurtenissen in de wereld buiten, respectievelijk binnen 'Esperanto-land'. In november 2004 werd een nieuwe rubriek gelanceerd waarin autonome gebieden worden gepresenteerd. Als eerste van deze gebieden werd Noord-Ossetië gepresenteerd, Catalonië volgde.
Aan het tijdschrift dragen meerdere bekende schrijvers bij, uit Rusland en andere landen, onder wie William Auld, Osmo Buller, Renato Corsetti, Fernando de Diego, István Ertl, Paul Gubbins, Sten Johansson, Wolfgang Kirschstein, Lee Chong Yeong, Ulrich Lins, Daniel Luez, Valentin Melnikov, Julian Modest, Gonçalo Neves, Sergio Pokrovskij, Anna Ritamäki, Ziko Marcus Sikosek, G, iorgio Silfer en Walter Żelazny.
La Ondo de Esperanto is een maandblad dat wordt uitgegeven in Kaliningrad, met veel foto's en illustraties. Het decembernummer bevat een literair supplement. "La Ondo de Esperanto" organiseert elk jaar een Internationale Fotowedstrijd en de literatuurwedstrijd Liro. LOdE organiseert sinds 1998 de verkiezing van De esperantist van het jaar, en is mede-organisator van verschillende Esperanto-bijeenkomsten in Rusland en Oost-Europa. Hoofdredacteur Aleksander Korĵenkov en uitgever Halina Gorecka reizen regelmatig naar diverse Europese landen om lezingen te geven.